# Krzysztof Murawski
Krzysztof Murawski (ur. 15 grudnia 1954 w Warszawie) – dr filozofii, prakseolog, specjalista w zakresie zarządzania. 

## Praca zawodowa
Od 1984 do 1997 adiunkt w Instytucie Filozofii i Socjologii PAN. 1995–1996 prezes Środkowoeuropejskiej Fundacji Edukacyjnej oraz koordynator działalności Wydziału Socjologii Uniwersytetu Środkowoeuropejskiego z siedzibą w Budapeszcie i Warszawie. Od 1994 do 1996 – dyrektor Międzynarodowej Letniej Szkoły Nauk Politycznych prowadzonej przez Fundację Forda i Fundację Batorego. 2003–2007 wykładowca Collegium Civitas. 
Od 1997 do 1999 dyrektor Departamentu w Rządowym Centrum Studiów Strategicznych. 1999–2002 członek Zarządu i prezes WSiP-u.
Od 2003 do 2004 – członek Zarządu i Dyrektor Sprzedaży i Marketingu w PKiN Sp. z o.o. W kadencji 2006–2010 radny miasta Ząbki. 
1996–1997 pracował dla amerykańskiego wydawnictwa Prentice Hall jako lokalny reprezentant, od 2004 do 2008 zatrudniony w brytyjskim wydawnictwie Blackwell's, a od 2008 przedstawiciel ProQuest Learning, międzynarodowego wydawcy akademickich baz danych, na wschodnią Europę.

## Twórczość
- Państwo i społeczeństwo obywatelskie 1989–1998. Wybrane zagadnienia demokratycznej transformacji w Polsce, WAM 2000.
- Filozofia polityki. Wybrane zagadnienia prakseologiczne, IFiS PAN 1993
- Wyzwanie etyki, WSiP 1991
- Jaźń i sumienie. Filozoficzne zagadnienie rozwoju wewnętrznego człowieka w pracach Antoniego Kępińskiego i Carla Gustawa Junga,  Ossolineum 1987
- Piękno myślenia, Nasza Księgarnia 1987